# José María Téllez-Girón y Benavides
José María Téllez-Girón y Benavides (Madrid, 25 de mayo de 1685-Madrid, 18 de marzo de 1733), noble y militar español que fue VII duque de Osuna, VII marqués de Frómista, VII marqués de Peñafiel, V marqués de Caracena, VI conde de Pinto y XI conde de Ureña.

## Biografía
Nació el 25 de mayo de 1685 en la casas de su familia de la Plazuela de San Joaquín, en Madrid, y fue bautizado el 6 de junio siguiente en la iglesia de San Martín de manos de Isidro de Cabrera, presidente y abad de dicho monasterio, apadrinándolo el religioso franciscano José Canalajas. Era hijo segundo de Gaspar Téllez-Girón, V duque de Osuna, y su segunda esposa, Ana Antonia de Benavides Carrillo y Toledo, marquesa de Caracena y condesa de Pinto. Desde muy joven estuvo consagrado al servicio real en el regimiento de Guardias Españolas. Su hermano mayor, Francisco, heredaría los títulos y posesiones de su padre en 1694, mientras que él, de momento, aparece como conde de Pinto, aún en vida de su madre y como su inmediato sucesor.
En 1704 asistió con su hermano al sitio de Gibraltar. En los planos de la batalla de Almansa, de 1707, manda ya como mariscal de campo. Por orden de su general trajo a Madrid cien estandartes tomados del enemigo, los cuales el rey Felipe V mandó colocar en la basílica de Atocha. Él es el autor de la relación de la batalla de Almansa. También participó en la batalla de Lérida, el 10 de noviembre de 1707, de la cual salió herido.
Muerto el duque su hermano en 1716 sin descendencia masculina, él y su sobrina María Domínguez Téllez Girón y Velasco, marquesa de Berlanga, disputaron la sucesión de la titularidad de la Casa de Osuna. El procedimiento judicial se prolongó cuatro años y fue objeto de gran escándalo en la Corte, pues la duquesa viuda llegó al extremo de presentar un documento falsificado para demostrar que, al fundarse el ducado de Osuna en el siglo XVI, no se había prescrito la obligación de sucesión masculina. Finalmente, el 17 de mayo de 1720 el Consejo de Castilla dio sentencia definitiva en favor de José María Téllez-Girón, que se cubrió como duque de Osuna en la presencia del monarca el día del Corpus de 1722. De esta forma, también pasaban a su poder los cargos de camarero mayor del rey y notario mayor del reino de Castilla.
El 5 de junio de 1719 fue nombrado teniente general y el 30 de septiembre de 1721 se le envió a Versalles en calidad de embajador extraordinario para pedir la mano de la princesa Luisa Isabel de Orleans. Fruto de sus gestiones, el rey francés Luis XV lo honró confiriéndole el collar de sus órdenes de San Miguel y Espíritu Santo el 22 de enero de 1722, aunque su promoción no se verificó hasta el 25 de abril de 1729 en la catedral de Sevilla, siendo el primero de los nombrados después de los infantes. A finales de 1722 fue designado jefe de servidumbre para buscar a la princesa francesa Felipa Isabel de Orleans, que iba a casarse con el infante Carlos. El 25 de enero de 1723 hizo entrega al monarca francés de la joya que le remitían los reyes de España y al día siguiente recibió a la persona de la princesa, a la cual acompañó hasta Buitrago y presentó en Fuencarral el 16 de febrero. Fue también capitán de la primera compañía de Guardias de Corps al servicio de Felipe V, gentilhombre de cámara con ejercicio y figura entre los Hijos Ilustres de Madrid presentados por José Antonio Álvarez Baena.
Falleció en su palacio de Madrid el 18 de marzo de 1733, con solo 48 años. El jesuita José Antonio Pastor fue encargado de pronunciar la oración fúnebre —que se imprimió en Madrid en aquél mismo año— en la Real Congregación de San Francisco Javier. En su testamento, dado el 25 de febrero anterior ante el escribano de provincia Fernando Martínez, mandaba que se le enterrase entre los pobres, amortajado con el hábito franciscano, en el camposanto de la Buena Dicha, y que a los dos años sus restos fuesen trasladados al panteón de su familia en Osuna o a otro cualquiera de los muchos templos del que era patrón, a voluntad de su viuda y de su hijo. En efecto, el 4 de julio de 1736 se le exhumó para trasladarlo a la iglesia del Santo Sepulcro de Osuna, momento en que se advirtió que su cuerpo permanecía incorruptible «como si acabara de expirar». Desde el 24 de julio dicho año yace en la capilla de Nuestra Señora del Reposo de dicha iglesia con esta inscripción:

Aquí yace D. José Téllez Girón, Duque de Osuna, Conde de Ureña y Pinto, Marqués de Peñafiel y Frómista, Señor de las cuatro Villas, Camarero Mayor de S. M., Notario mayor de los Reinos de Castilla, Caballero de la Ins.e Orden de S. Spir.s ; fué Emba.r Estraord.o en París, Capitán de la 1.a Compañía Esp.a de R. Guardias de Corps, Teniente Gral. de los Rs. Exs.; Coronel del Rgto. de Rs. Gs. de la Infant.a Esp.a y Director Gral. de él. Falleció en Madrid á 12 de marzo de 1733 de donde fué conducido y entregado en esta capilla el dia 24 de Julio de 1736. — R.
Epitafio de José María Joaquín Téllez Girón y Benavides.

## Matrimonio y descendencia
Previa dispensa del cuatro grado de consanguinidad, el duque casó el domingo 21 de septiembre de 1721, en la parroquia de Santa Cruz (Madrid), con Francisca Bibiana María Pérez de Guzmán el Bueno Silva y Mendoza, recibiendo las bendiciones nupciales de parte del obispo de Córdoba Juan Pimentel y Zúñiga. Francisca era hija sexta de Manuel Alonso Pérez de Guzmán el Bueno, XII duque de Medina Sidonia, y su esposa Luisa María Bernarda Clara Magdalena de Silva Mendoza y Haro. Llevó en dote 100 000 ducados de renta anual, que luego aumentó en 4000 ducados (previa cédula real del 3 de julio de 1724) y más tarde en 6000 ducados de la encomienda del pueblo de Gamachuco de Trujillo, en el virreinato del Perú. Falleció en Madrid el 29 de septiembre de 1748, habiendo testado el 19 de marzo de 1734.
Este matrimonio tuvo dos hijos:
- Pedro Zoilo Téllez-Girón y Pérez de Guzmán (27 de junio de 1728-1 de abril de 1787), que le sucedió como VIII duque de Osuna, II marqués de Peñafiel y XII conde de Ureña.[9][10]
- María Faustina Manuel Luisa Josefa Xaviera Téllez-Girón (n. 15 de febrero de 1724), dama de la princesa de Asturias y, por merced real, princesa de Anglona, duquesa de Monteagudo, marquesa de Marguini, condesa de Ósilo y de Coguinas, que casó con el 20 de julio de 1738 con Francisco Alfonso Pimentel Vigil de Quiñones, XIV conde-duque de Benavente, XIII duque de Gandía, XIII duque de Medina de Rioseco etc.[9]

Además, el duque declaró por memoria testamentaria del 15 de enero de 1733 a sus siguientes hijos naturales o ilegítimos, todos puestos bajo el amparo y protección de su viuda y del heredero:
- José Téllez Girón, nacido en Madrid, que fue cadete de las Reales Guardias de Infantería Española.[9]
- José, nacido en París, que fue eclesiástico en Osuna.[9]
- Francisca Girón, nacida en Madrid antes que sus hermanos, que fue religiosa profesa en el convento de San Francisco de Griñón.[10]

## Semblanza y mecenazgo
Según José Antonio Pastor, el duque fue una persona profundamente cristiana y bondadosa que dedicó tiempo a colaborar activamente en la asistencia a los enfermos de la Real Congregación de San Francisco Javier, de la cual era uno de sus principales benefactores:

(...) siendo el primero de esta congregación en ofrecer el hombro al trabajo: era tan ejemplar y constante en ejercitar las acciones más humildes, que parece había tomado a su cargo desterrar del vulgo el necio error de que las prendas de caballero, y el esplendor de la nobleza, se desluce entre las sumisiones de la humildad cristiana (...) Cuando el día era áspero, y lluvioso, y le rogaban que cediese aquél empleo, y aquél trabajo a otros, respondía con festivo agrado: eso no, que hoy hay mérito, y cargaba sobre sus hombros el mayor, y más humilde peso: así marchaba, pisando lodo y agua: mucho más el viento; salpicado de barro, y cubierto de sudor y fatiga, llegaba así al Hospital; pero allí descansaba muy a su gusto, porque a los enfermos más postrados, que no podían incorporarse en la cama, los levantaba, y mantenía en sus brazos, y con sus manos les servía el alimento, consolando, y confortando al mismo tiempo su espíritu con palabras llenas de caridad y piedad cristiana.

José Antonio Pastor, Oración fúnebre [...] que la Real Congregación de San Francisco Xavier consagra a la memoria del Excelentísimo Señor don Joseph Téllez Girón, Duque de Osuna.

El duque mantuvo una importante capilla instrumental en el entorno de su corte nobiliaria y de ella formaron parte algunos de los más destacados instrumentistas activos en España, como el compositor y violón de la Real Capilla, Antonio Literes Carrión, o el joven José de Nebra, entre muchos otros. En 1721 celebró en su palacio madrileño unas «funciones de boda» para celebrar su matrimonio con Francisca. En ella participaron una «compañía de farsantes» y «varios músicos» que se sumaron a los de su capilla musical. Respecto a la producción de espectáculos dramático-musicales, el mecenazgo del duque abarcó tanto la gestación de las obras como su estreno en los teatros públicos. Ocasionalmente, las obras se estrenaron en el teatro particular que disponía dentro de las dependencias de su palacio madrileño, al menos hasta su destrucción por un incendio, en 1723.